# 大田由香梨
大田 由香梨（おおた ゆかり、1981年12月25日 -)は、神奈川県出身のクリエイティブディレクター、ファッションスタイリスト、ライフスタイリスト。株式会社SLEEPINGTOKYO取締役、株式会社SUENOTOKYO 取締役。

## 人物・来歴
1981年 神奈川県相模原市に生まれる。幼少期より母親の仕事である洋裁に触れる。
2000年 高校を卒業後、アパレルへ起業へ就職、その後スタイリストアシスタントに就く。
2004年 ファッションスタイリストとして独立、雑誌「ViVi」「GRAMOUROUS」「VOUGUE GIrl」「Gina」「Numero TOKYO」「GINGER」「GISELe」「GLITTER」等のファッション誌でスタイリストとして活躍。ファッションブランドの広告、カタログ、MOVIEのアートディレクションを行う。
2010年 マネージメントオフィス「株式会社SLEEPINGTOKYO」をパートナーと共に設立。
2011年 東日本大震災を機に、東京都渋谷区にヴィーガンカフェ「ORGANIC TABLE BY LAPAZ」をスタート。また、スタイリング領域をファッションから、衣・食・住へと広げ、「LIFESTYLIST」の肩書きで活動する。
2012年 食品事業を行う「株式会社SUENOTOKYO」を設立。
2014年 Farfetchのグローバルコミュニティの日本アンバサダー就任。
2016年 モデルROLAと協業し「R magazine」を発行。アートディレクター、スタイリストを務める。
2016年 BAROQUE JAPAN LIMITED社 MOUSSY15周年デニムキャンペーンのクリエイティブディレクションを担当。
2018年 MIHARA YASUHIROとコラボレーションを発表。
2018年 CASA FLINE 立ち上げのクリエイティブディレクションを担当。
2018年 柴咲コウのブランドMES VACANCES 立ち上げのクリエイティブディレクションを担当。
2019年 Francfranc 2019年AW CAMPAIGN VISUALを写真家エレン・フォン・アンワースと制作。スタイリングを担当。
2020年 CFCLのアートディレクション、スタイリストを担当。
2021年 千葉県千葉市・稲毛海浜公園内『自然環境と人が共存、循環する』をテーマとした滞在型公園施設【small planet CAMP&GRILL】のクリエイティブディレクションを担当。
2021年 国指定有形文化財の建築物を建築家隈研吾と改修。日本の美しい暮らしを多くの人と共有するためのケーススタディハウス「Shirako no ie（シラコノイエ）」プロジェクトをスタート。 
2022年 独立行政法人石油天然ガス・金属鉱物資源機構［JOGMEC］主催、地熱シンポジウム「GEOTHERMAL SYMPOSIUM」にアンバサダーとして登壇。
2022年 META社、国際女性デーを記念した女性のワークライフスタイル支援イベント「SheMeansBusiness」登壇。
2022年 Maison MIHARA YASUHIRO 2022AW Collection、スタイリングを担当。
2023年 HYUNDAI LIFE MOVES. PEOPLE、KOL就任。“Play in the Water Planet” NEXOのクリエイティブディレクションを担当。
2023年 パリファッションウィークにて、Maison MIHARA YASUHIRO 2023AW SHOW スタイリングを担当。
2023年 Adidas社とスタンスミスモデルのコラボレーションを発表。
2023年 千葉県誕生150周年記念事業 百年後芸術祭のEN NICHI BA（エンニチバ）クリエイティブディレクター就任。
クリエイティブ活動と、企業・ブランドのコンサルティングなどを通じて、美しい未来のライフスタイルを提案している。